# Alimia
Alimia (græsk: Αλιμιά) eller Alimnia (Αλιμνιά) er en græsk ø i Det Ægæiske Hav, beliggende i havområdet mellem Rhodos og Halki, i øgruppen Dodekaneserne. Øen har et areal på 7,4 km2 og har en kystlinje på 21 km. Øen havde en lille befolkning indtil Anden Verdenskrig, men har i de seneste årtier været ubeboet.

## Historie
Øen er nævnt i gamle tekster som Eulimna (oldgræsk: Εὔλιμνα) og af Plinius den Ældre under navnet Evlimnia og forbundet med to store bugter på øen, Emporio og Saint George, i den østlige og vestlige side af øen, som er sikre naturlige havne. Deres brug i antikken bekræftes af de imponerende værfter der er hugget ind i klippen, og dateres til den hellenistiske periode, da den tilhørte den Rhodiske stat. I den hellenistiske periode, blomstrede, da den rhodiske stat, blev øen befæstet med opførelsen af fæstningen og brugt som ankerplads og observatorium for den rhodiske flåde. Det hellenistiske slot overlevede indtil i dag på den højeste top på østsiden af øen. En del af et hellenistisk slot blev brugt til opførelsen af et middelalderligt slot i 1475, da Rhodos og dets omkringliggende øer blev besat af riddere fra Johanniterordenen. På Emporios kyst fandt man romerske grave og synlige gamle mure og grundlaget for en tidlig kristen basilika.
Bosættelsen Alimia er ligger i den største bugt på øen. Det omfatter flere bygninger, hvoraf de fleste er faldefærdige på grund af man opgav bebyggelsen i 1940'erne. Nordvest for landsbyen, i kort afstand fra kysten, er der en lille sø med saltvand, som er et af de 37 naturlige vådområder i Dodekaneserne.